# Mesón J/ψ
El mesón J/ψ (J/psi) es una partícula subatómica, concretamente, un mesón de sabor neutro que consta de un quark encanto y un antiquark encanto. Los mesones formados por estado ligado de un quark y un antiquark encanto (en inglés charm) se conocen como charmonios, y el mesón J/ψ es el primer estado excitado del charmonio, es decir, la forma de charmonio con la segunda menor masa en reposo. La partícula J/ψ tiene una masa en reposo de 3,0969 GeV/c2 y una vida media de 7,2·10-21 segundos. 
Esta partícula revolucionó la física de partículas, pues no encajaba entre las conocidas. No parecía ser una resonancia de otra ya descubierta, y si era nueva, era extremadamente extraña. Esta partícula tenía una vida media que, aunque parecía corta, era muy larga en comparación a lo esperado. Algunos supusieron que sería un mesón, pero si esto fuese cierto, decaería por la fuerza fuerte mucho más rápido, ya que el quark y el antiquark de su interior se acercarían y se aniquilarían casi inmediatamente. Si lo era, ¿había aquí una ley de conservación que no conocíamos que impedía ciertas desintegraciones y por tanto retrasaba la muerte de J/ψ? Si era así, la fuerza responsable de estos cambios en la desintegración de J/ψ sería más fuerte que la fuerza débil y la fuerte, y esto no era fácil de aceptar. 
A pesar de que la idea de J/ψ como mesón fuese extraña, algunos la aceptaron. Gerardus 't Hooft fue uno de los primeros en sospechar que sería un par quark-antiquark encanto -un estado que los físicos llevaban buscando mucho tiempo-, teniendo la idea en una reunión acerca de la partícula dada por un miembro del SLAC en la École Normale Supérieure de París en 1974. Otras propuestas eran que era una nueva clase de bosón de gauge, pues tenía espín 1, como un fotón ordinario. Se propuso que fuese uno de los mediadores de la interacción débil, cosa que no fue. Además, el pequeño alcance de esta fuerza indicaba que los mediadores de ésta debían ser mucho más masivos, y J/ψ era relativamente ligera.
La confirmación de que J/ψ era un mesón quark-antiquark charm, vino de experimentos posteriores y de investigaciones realizadas por físicos teóricos. Así se probó que el quark encantado existía. Pronto se descubrió que la inusual vida de J/ψ se debía a la libertad asintótica, el hecho de que los quarks interaccionan más débilmente a distancias pequeñas que a grandes, al contrario que el resto de partículas con el resto de fuerzas. Resulta que, la distancia típica a la que vibra un objeto que interacciona fuertemente es inversamente proporcional a su masa. Así, los quarks arriba y quarks abajo de los protones y neutrones están más alejados que los quarks encantado dentro de un mesón J/ψ, o los quarks fondo en la partícula Υ. Al estar estos más cerca, sienten menos la fuerza fuerte, y las desintegraciones de ellos se realizan de forma más lenta, explicando así la vida larga de J/ψ.
Su descubrimiento fue llevado a cabo independientemente por dos grupos de investigación, uno en el Centro Acelerador Lineal de Stanford, liderado por Burton Richter, y otro en el Laboratorio Nacional de Brookhaven, dirigido por Samuel C. C. Ting, en el Instituto Tecnológico de Massachusetts. Descubrieron que ambos grupos habían encontrado la misma partícula, y ambos anunciaron el descubrimiento el 11 de noviembre de 1974. La importancia de este descubrimiento queda patente dado que los siguientes cambios que se produjeron, muy rápidamente, en el área de la física de alta energía fueron nombrados colectivamente como la «Revolución de Noviembre». Richter y Ting fueron recompensados por su descubrimiento conjunto con el Premio Nobel de Física en 1976.
El charmonio poseía dos quarks interaccionando tan débilmente debido a la fuerza fuerte que fue idóneo para probar en los años 70 las predicciones que hacían las teorías de fuerza fuerte en tales condiciones, poco entendidas cuando la interacción aumentaba su magnitud. Se pudieron obtener estimaciones bastante buenas de su vida media (lo que se hacía tomando el cálculo de la vida del positronio y sustituyendo la carga eléctrica por la constante de acoplamiento de la fuerza fuerte), y sus desintegraciones.